# Cheat Code Central
 (octobre 2022).
Cheat Code Central est un site web américain sur les jeux vidéo.